# Plastic soul
Plastic soul é um termo criado durante os anos 1960 por músicos negros populares para descrever músicos brancos que cantam soul music.

## Notes
1. ↑  The Beatles (2000).